# Краковка (Гродненская область)
Краковка (бел. Крако́ўка) — агрогородок в Ошмянском районе Гродненской области на западе Белоруссии. Входит в состав Жупранского сельсовета.

## География

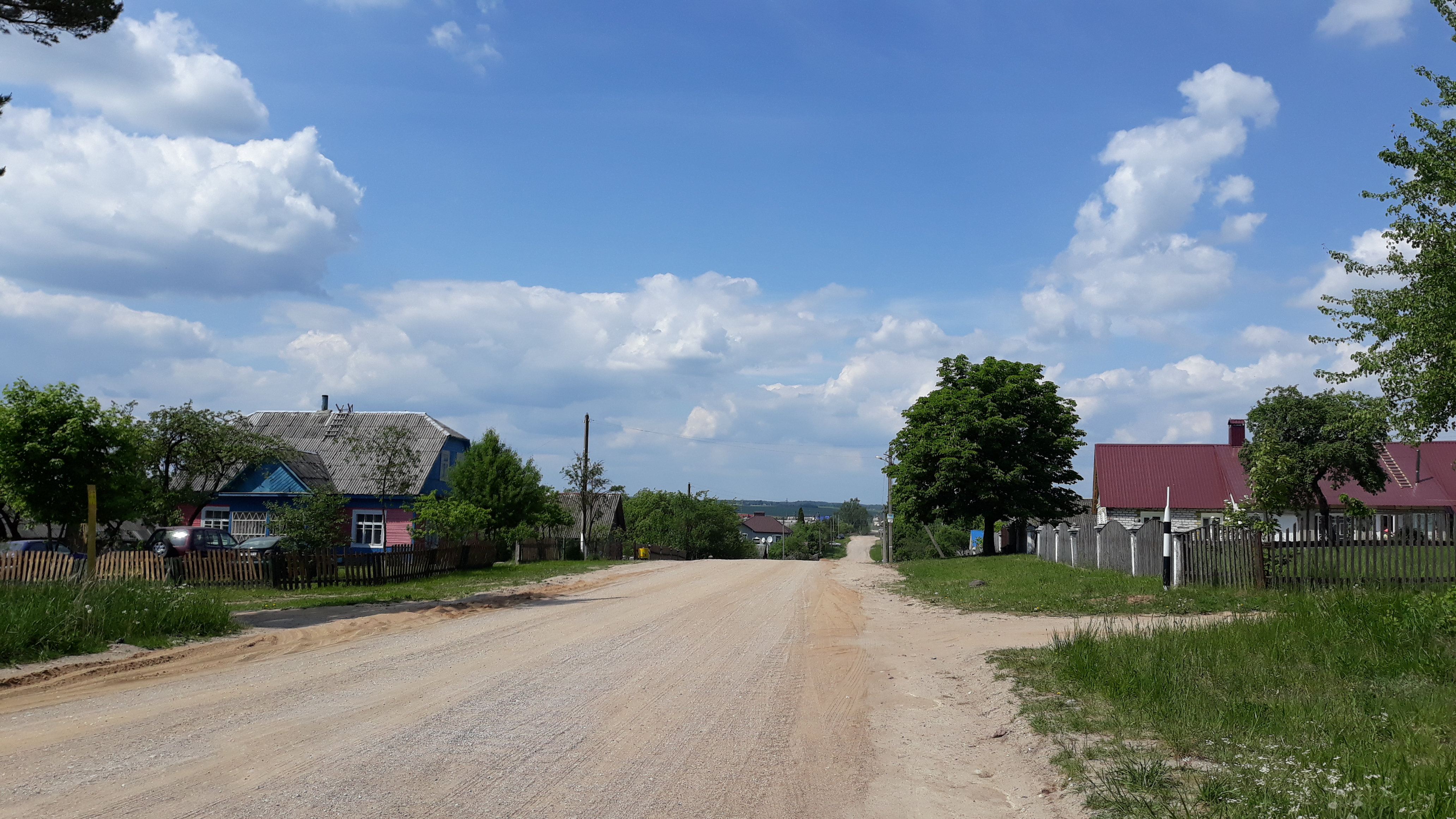

На юге агрогородка проходит трасса Р63.

## История
Отъехав около пяти верст от Ошмян, по правую руку увидим участок хорошего соснового леса, сохранившийся среди повсеместной вырубки, благодаря осмотрительности собственника Ходзынского, по левую руку — первая большая корчма на тракте. Это Краковка. Согласно местной традиции, название это возникло от того, что на этом месте пять «кракусов» (пол. krakusi — лёгкая польская кавалерия народного характера), проходивших здесь в 1831 году под тюремным конвоем, бежали и бросились в местные леса. Двум из них удалось сбежать, остальных трех нагнала пуля и их похоронили на месте на правой стороне дороги около полуверсты от трактира, где ещё 5-6 лет назад стоял высокий деревянный крест. И действительно, название «Краковка» в документах и на картах до 1830-х гг. не встречается. Сегодня, Краковкой называются упомянутая корчма, деревня при ней и небольшой фольварк напротив.
До 2 декабря 1961 года деревня входила в состав Повяжинского сельсовета, после — в состав Жупранского сельсовета. До 20 июня 1988 года деревня входила в состав Полянского сельсовета.
В 2010 году деревня Краковка преобразована в агрогородок.

## Население
Население по переписи 2009 года составляло 1020 человек.
Ниже вы можете увидеть демографические изменения с 1999 по 2009 годы.
| 1999 | 2009  |
| ---- | ----- |
| 865  | ↗1020 |